# Серси (Арканзас)
Серси (енгл. Searcy) град је у америчкој савезној држави Арканзас.

## Демографија
По попису из 2010. године број становника је 22.858, што је 3.93 (20,8%) становника више него 2000. године.
| Група             | 2000.          | 2010.          |
| Белци             | 16.913 (89,4%) | 19.307 (84,5%) |
| Афроамериканци    | 1.249 (6,6%)   | 1.711 (7,5%)   |
| Азијати           | 94 (0,5%)      | 287 (1,3%)     |
| Хиспаноамериканци | 390 (2,1%)     | 1.041 (4,6%)   |
| Укупно            | 18.928         | 22.858         |